# Anigraea
Anigraea is een geslacht van vlinders van de familie Euteliidae, uit de onderfamilie Euteliinae.

## Soorten
- A. albibasis Wileman & West, 1928
- A. albomaculata Hampson, 1894
- A. cinctipalpis Walker, 1865
- A. deleta Hampson, 1891
- A. deletoides Bethune-Baker, 1906
- A. fulviceps Warren, 1914
- A. homochroa Hampson, 1912
- A. mediifascia Hampson, 1894
- A. mediopunctata Pagenstecher, 1900
- A. ochrobasis Hampson, 1912
- A. olivata Warren, 1914
- A. particolor Warren, 1914
- A. pectinata Robinson, 1975
- A. phaeopera Hampson, 1912
- A. purpurascens Hampson, 1912
- A. rubida Walker, 1862
- A. rufibasis Warren, 1914
- A. serratilinea Warren, 1914
- A. siccata (Hampson, 1905)
- A. viridata Bethune-Baker, 1906